# Лосенските грънчари
„Лосенските грънчари“ е български телевизионна новела (психологическа драма) от 1980 година, по сценарий на Цветан Пешев. Режисьор на филма Генчо Генчев. Оператор е Валентин Христов. Музиката във филма е композирана от Борис Карадимчев, а художник е Недю Недев.

## Актьорски състав
| Изпълнител             | Роля                                  |
| ---------------------- | ------------------------------------- |
| Петър Слабаков         | дядо Еленко, грънчарят от село Лосена |
| Стоян Гъдев            | каменоделеца                          |
| Владимир Давчев        |                                       |
| Петко Иванов           |                                       |
| Дора Златанова         |                                       |
| Христо Цанков          |                                       |
| Борис Манчев           |                                       |
| Александър Александров |                                       |
| Кирил Петров           |                                       |
| Орлин Томов            |                                       |
| Теодора Велкова        |                                       |